# لهجه آرانی
لهجه آرانی (آرونی، آرُنی) یا آرونی بیدگلی بخشی از گویش شهر آران و بیدگل است که از زبان دهی و زبان فارسی قدیم گرفته شده است. در واقع بسیاری از واژه‌های اصیل فارسی در این گویش دیده می‌شود. این گویش به گویشهای یزدی، اصفهانی و گویشهای مرکزی ایران بسیار نزدیک بوده و اشتراکات زیادی با آنها دارد.
زبان مردم این شهر که در اصطلاح به آن زبان رایجی (زبان دهی)می‌گویند، از زبانهای پهلوی قدیم است که تا این زمان در سرتاسر شهرها و بخشهای حاشیه کویر (اردستان، نطنز، بادرود، زواره و ...) با اندک تفاوت در گویش، رایج است و با زبانهای دیگر از جمله زبان تاتی ایران وجوه مشابهی دارد.
بر طبق نوشته‌های احسان یارشاطر در دانشنامه ایرانیکا آران دارای یک گویش مرکزی است که بومی‌ها آن را زبان دهی می‌نامند و این گویش شبیه گویش بیدگلی و گویش جامعه یهودیان کاشان است.
این گویش بیشتر در محله‌های دهنو و زیرده آران و بیدگل رایج است، اما در حال حاضر به تدریج جای خود را به گویش پارسی داده است.
به طور کلی گویشهای پهنه ی آران و بیدگل، خواه روستاهای درون کوهساران و خواه آبادیهای گسترده در کویر و دشت آن، هم از لحاظ واژگان و هم از لحاظ دستوری و آوایی اهمیت خاصی دارد.
در سالهای اخیر تحقیقات پراکنده‌ای دربارهٔ زبان باستانی صورت گرفته که مفصل‌ترین آن در زمینه دستور زبان و فرهنگ واژگان، کتاب زبان کویر (کتاب اول) تألیف حسین (عباس) علیجانزاده آرانی و کتاب تاریخ بیدگل از حسین هاشمی تبار است.

## نمونه‌هایی از زبانزدهای گسترده
در زیر نمونه‌هایی از واژه‌های رایج در این گویش آورده شده‌اند:
1. آلاباش: زودباش
2. آلشی: اشتباهی
3. آله: قسمت
4. آونگو: آویزان
5. اسکنجه: سکسکه
6. الجدّ: از لج تو
7. الگاله: برگه خشک قیسی
8. انجوجک: آفتابگردان
9. انگولک: وررفتن
10. اونجادَ: در آنجا
11. ای خاطرا: به این خاطر
12. باخواجه: پدربزرگ
13. بادگرفتن: عصبی‌شدن
14. بادنجم: بادمجان
15. باغسوره: پدر زن، پدر شوهر
16. باکی: تا اینکه
17. باوو: گربه (اصطلاح کودکانه)
18. بزا: بگذار
19. بسو: ظرفی خاص
20. بفر: برف
21. بلن (یا بلو): ظرف گلی بزرگ گنبدی شکل و مشبک مخصوص نگهداری غذا[۴]
22. بُق: گونه
23. پاترک: بلندشو
24. پامپ: تلمبه
25. پتال: آدم کثیف
26. پسف کردن: پس‌اندازکردن
27. پسله: کنج
28. پسینی: عصر
29. پنگاندن: سرهم کردن
30. پیشاب: مدفوع
31. پَل گرفتن: روی بدن کشیدن
32. ترتره: چرخ
33. ترشاله: برگه خشک زردآلو
34. تنگرفتن: کشیدن
35. ته بروبنه:ته‌مانده چیزی
36. جایی کُن: بریز
37. جرقنابه: خیلی کثیف
38. چاجه: راه آب، دریچه فاضلاب
39. چرخ: دوچرخه
40. چغولی: گِله کردن
41. چقزر: چقدر
42. چینه: دیوار گلی
43. چُلم: آب بینی
44. حشیمت: عفت و وقار
45. خاب: خب
46. خال کردن: کوفت کردن
47. خسرو: مادرشوهر، مادر زن
48. خناقه: حلق
49. داگوجی: دالی (بازی کودکانه)
50. در و بخش: در و پنجره
51. دغز: ترک
52. دقّه: تاول
53. دوک دوکینا: جوجه تیغی
54. دوکونه: لگد
55. دولخ: باد شدید همراه با غبار[۵]
56. رجه: ریسه
57. زک زدن: توی ذوق زدن
58. زیغ: ترش
59. زِلقدون: چانه
60. سگ صحرایی: مارمولک
61. سیخه: اتاق کوچک صحرایی
62. سِرکو: سنگی که در آن می‌کوبند
63. شید: پهن
64. شیره خواب: خواب سنگین
65. عروس خدا: کفشدوزک
66. غسّاردابشورن: از غسالخانه سردر بیاوری[۶]
67. غلبول: غربال
68. فسینی (پسینی): عصر
69. فن فنو: (:فین فینو) کسی که آب بینی‌اش مرتب آویزان است
70. فنداری: پنداری
71. فین: آب بینی
72. فیومه: بهانه
73. فِس فسو: تنبل
74. قلقله: گردن
75. قوقو: یاکریم (پرنده)
76. قولوقچه: بزمجه
77. قیس قیس: پیوسته
78. قَلقولوچه: قلقلک
79. کال: نارس
80. کالَک: دستمبو
81. کپیدن: خوابیدن
82. کجه: قفس
83. کناراب: دستشویی
84. کنده: زیرزمینی در زیرزمین خانه[۷]
85. کَسکلیج: مدفوع پرندگان
86. کُلّه: گلو
87. گلیزه: آب دهان
88. گوموره: وررفتن
89. گُرم: پس گردن
90. لخشیدن: لغزیدن
91. لولیدن: پیچیدن
92. ماجُ: مادربزرگ (مامان جون)
93. مچولی: کوچک
94. نالی: تشک
95. نساقده: آفتاب ندیده، جایی که آفتاب به آن نمی‌تابد.
96. نگد: نارس
97. نوشره: نوه (یا نتیجه)
98. نیفه: خشتک
99. نیقچه: خیلی کم
100. هادر:مواظب
101. همچیوا:از این طرف
102. هندات: تصمیم، همت
103. هَ بگی بشی: بنشین دیگر
104. وادار: ساکت شو
105. واشدار: ایستاده نگه دار
106. والخشیدن: پیچ خوردن
107. ورخش زدن: درخشیدن
108. ورکندن: نیشگون گرفتن
109. ورکلاشیدن:گاز زدن
110. وشگون: نیشگون
111. وشیل: بی نمک
112. یاده: جاری (هم‌عروس)
113. یتیم غوره: لوس بارآمده
114. یک گو و یک گاله: یکسان
115. یه کته: یک‌کمی

## نمونه‌هایی از ضرب‌المثل‌ها
در زیر به برخی از ضرب‌المثل‌ها که در این گویش رایج است اشاره می‌گردد:
- پولت جوو باش: اگه پولدار باشی.
- چس غریبه شیرین است: همان ضرب‌المثل مرغ همسایه غازه.
- همش یه گو یه گاله: یکسان بودن نتیجه.
- غالش را کندن: تمام کردن خوراکی
- زبون خوش مارا از سوراخ میکشه بیرون: خوش زبانی و کلام نیکو گفتن

## آواشناسی و دستگاه آوایی
برای صحبت کردن به این لهجه به برخی اختصارات و آواهایی که در آن به کار می‌رود اشاره می‌شود.
اختصارات:
| فارسی       | لهجه آرونی |
| ----------- | ---------- |
| خواهم خواست | خام خاس    |
| خواهی خواست | خی خاس     |
| خواهی رفت   | خی رف      |
| خواهیم رفت  | خم رف      |

آواها:
| فارسی | لهجه آرونی |
| ----- | ---------- |
| هان   | هَ          |
| پس    | پَ          |
| چه    | چِ          |
| این   | ای         |

بنابراین به صورت ترکیبی عبارت هَ پَ چِ خی کر به معنی هان پس چه خواهی کرد است.

مثال دیگر:
ای که او که نی که یعنی این که آن نیست که.